# Claudio Graziano
Claudio Graziano (Torino, 22 novembre 1953 – Roma, 17 giugno 2024) è stato un generale italiano, capo di stato maggiore dell'Esercito italiano, capo di stato maggiore della difesa, presidente del Comitato militare dell'Unione europea, e presidente di Fincantieri.

## Biografia

### Studi e carriera
Frequentò l'Accademia militare di Modena dal 1972 al 1974, passando quindi alla Scuola di applicazione di Torino, dove rimase dal 1974 al 1976, conseguendo la laurea in scienze strategiche militari. Claudio Graziano fu anche istruttore militare di sci. Frequentò, oltre agli studi militari in Italia, l'United States Army War College dal 1996 al 1997. In Italia conseguì poi la laurea in scienze diplomatiche e internazionali all'Università degli Studi di Trieste e in scienze sociali all'Accademia agostiniana di Roma, la stessa dove ottenne il master in scienze strategiche.
Il suo primo incarico, giunto nel 1976, fu quello di comandante di un plotone fucilieri del Battaglione Alpini "Susa", a Pinerolo, quindi, nel 1977, divenne vice comandante della compagnia controcarri della Brigata alpina "Taurinense", con cui svolse delle esercitazioni in Danimarca e Norvegia. Dal 1980 fu comandante di una compagnia mortai e poi di una compagnia alpini presso il Battaglione alpini "Trento", allora parte della Brigata alpina "Tridentina". Nel 1983 fu nominato comandante della 2.a Compagnia allievi ufficiali della Scuola Militare Alpina - SMALP - di Aosta formando gli allievi ufficiali di complemento per le Truppe Alpine del 111°, 113º, 115º e 117º Corso, fino ad aprile 1985, per poi passare al comando della Compagnia comando e servizi fino al 1986.
Dopo aver partecipato al corso di stato maggiore, terminato nel 1987, venne trasferito allo stato maggiore dell'Esercito dove fu ufficiale addetto presso l'ufficio programmi di approvvigionamento. Promosso maggiore nel 1988, dall'anno successivo al 1990 frequentò il corso superiore di stato maggiore, al termine del quale avanzò al grado di tenente colonnello. Con questo grado venne assegnato all'ufficio del capo di stato maggiore dell'Esercito italiano in qualità di capo della segreteria.
Nel 1992 fu nominato comandante del Battaglione alpini "Susa"; in questa veste partecipò alla missione ONUMOZ in Mozambico. Alla fine del 1993 Graziano fu designato caposezione presso l'ufficio del capo di stato maggiore dell'Esercito. Diventato colonnello nel 1996, guidò quindi il 2º Reggimento alpini, per poi passare di nuovo allo stato maggiore come capo ufficio pianificazione. Nel 2001 il colonnello Graziano divenne addetto militare all'ambasciata d'Italia a Washington, dove ricevette la promozione a generale di brigata il 1º gennaio 2002.
Dopo essere tornato in Italia, il 27 agosto 2004 assunse il comando della Brigata alpina "Taurinense", incarico che mantenne fino al 2 marzo 2006. Pochi giorni dopo, il 15 marzo, fu nominato caporeparto operazioni del Comando operativo di vertice interforze della difesa (COVI). Contemporaneamente, dal 20 luglio 2005 fu anche comandante della Brigata multinazionale "Kabul" in Afghanistan, con conseguente responsabilità operativa nella provincia di Kabul fino al 6 febbraio 2006. Il 1º gennaio 2006 avanzò al grado di generale di divisione.
Il 29 gennaio 2007 il segretario generale delle Nazioni Unite lo nominò comandante della forza e capo della missione UNIFIL in Libano, quindi con responsabilità anche della componente civile. Mantenne questa posizione per tre anni, ricevendo il 1º gennaio 2010 la promozione a generale di corpo d'armata. Il 10 febbraio 2010 fu nominato capo di gabinetto del ministro della difesa Ignazio La Russa.
Il 14 ottobre 2011 fu nominato capo di stato maggiore dell'Esercito Italiano assumendo ufficialmente l'incarico il 6 dicembre.
Il 24 dicembre 2014 venne designato capo di stato maggiore della difesa, lasciando il precedente incarico al generale Danilo Errico, assumendo il comando delle forze armate italiane dal 28 febbraio 2015 al 5 novembre 2018. In quegli stessi anni partì l'inchiesta per disastro colposo ambientale per le varie tonnellate di scorie versate negli anni nel poligono di tiro di capo Teulada in Sardegna, zona di interesse naturalistico e internazionale: Graziano morì un mese prima della chiusura del procedimento che, nel luglio 2024, vide tutti gli altri imputati assolti.
Il 7 novembre 2017 venne designato quale nuovo presidente del Comitato militare dell'Unione europea, incarico che ricoprì dal 6 novembre 2018 al 15 maggio 2022. Gli subentrò il generale austriaco Robert Brieger.
La Cassa Depositi e Prestiti, in previsione della scadenza del mandato, lo indicò il 20 aprile 2022 come nuovo presidente di Fincantieri.

### Morte
Fu ritrovato morto suicida nella sua casa a Roma il 17 giugno 2024 all'età di 70 anni. In seguito ai solenni funerali officiati quattro giorni dopo dall'arcivescovo Santo Marcianò nella basilica di Santa Maria degli Angeli e dei Martiri a Roma in piazza della Repubblica, alla presenza di alte cariche istituzionali, venne sepolto accanto alla moglie presso il cimitero del Verano.

## Vita privata
Visse a Roma assieme alla moglie Marisa Lanucara, mancata nel 2023.

## Opere
- Missione. Dalla guerra fredda alla difesa europea, con Marco Valerio Lo Prete, Luiss, 2022, ISBN 978-8861057272